# Глогувский повет
Глогувский повет (пол. Powiat głogowski) — повет (район) в Польше, входит как административная единица в Нижнесилезское воеводство. Центр повета — город Глогув. Занимает площадь 443,06 км². Население — 90 205 человек (на 31 декабря 2015 года).

## Административное деление
- города: Глогув
- городские гмины: Глогув
- сельские гмины: Гмина Глогув, Гмина Ежманова, Гмина Котля, Гмина Пенцлав, Гмина Жуковице

## Демография
Население повета дано на 31 декабря 2015 года.
| Перепись            | Всего  | Мужчины | Женщины |
| ------------------- | ------ | ------- | ------- |
| Всего               | 90 205 | 43 887  | 46 318  |
| Городское население | 68 666 | 33 041  | 35 625  |
| Сельское население  | 21 539 | 10 846  | 10 693  |